# Švedščina
Švédščina je vzhodnoskandinavski jezik, ki ga glavnem govorijo na Švedskem, na Finskem (finlandssvenska), na Ålandu in na obali Estonije (estlandssvenska). Na Švedskem ima status uradnega jezika. 
Je v bližnjem sorodstvu z danščino in norveščino. Njihovi govorci se medsebojno lahko kar dobro sporazumevajo, saj vsi trije jeziki izhajajo iz stare nordijščine, na vse pa je močno vplivala tudi nizka nemščina. Švedi navadno lažje razumejo Norvežane kot Dance, vendar to v obratni smeri ni nujno.

## Abeceda
Švedska abeceda pozna 29 črk. Črka W se pojavlja le v nekaterih tujkah in do leta 2006 ni bila priznana kot posebna črka švedske abeceda, marveč le kot pisna različica V-ja. Črki Z sledijo Å, Ä in Ö kot samostojne črke.

## Fonologija
V švedščini je kračina oziroma dolžina samoglasnika pomensko razločevalna. V enem zlogu je dolg bodisi samoglasnik bodisi soglasnik; povezave med kratkim samoglasnikom in kratkim soglasnikom švedščina nima.
Švedščina pozna 3 srednjejezične samoglasnike: [ə], [ʉː] und [ɵ].

### Soglasniki
|               | dvoustničnik | dvoustničnik | zobnoustničnik | zobnoustničnik | zobnik | zobnik | zobnik | dlesnični | nebnik | nebnik | zadnjenebnik | zadnjenebnik | goltnik |
| plozivni      | p            | b            |                |                | t      | d      |        |           |        |        | k            | g            |         |
| aproksimantni |              | b            |                | v              |        | d      | l      | r         |        | j      |              | g            | h       |
| frikativni    |              |              | f              | v              | s      | s      | s      | r         | ɕ      | j      | ɧ            | ɧ            |         |
| vibrantni     |              |              |                |                |        |        |        | r         |        |        |              |              |         |
| nazalni       | m            | m            |                |                | n      | n      | n      |           |        |        | ŋ            | ŋ            |         |

## Izgovorjava
Navedena so splošna pravila izgovorjave, obstajajo še posebnosti. Samoglasniki so pred enojnimi soglasniki dolgi, pred dvojnimi pa kratki. 
| Črka | Glasovna vrdnost | Opis                                                     | Primer                          |
| ---- | ---------------- | -------------------------------------------------------- | ------------------------------- |
| a    | [a]              | kratek a                                                 | [matː] bled                     |
| a    | [ɑː]             | dolg, temen a                                            | [mɑːt] hrana                    |
| e    | [ɛ]              | kratek e                                                 | [hɛlː] blagor                   |
| e    | [eː]             | dolg e                                                   | [heːl] ves, cel                 |
| e    | [æ]              | pred r-jem kot odprti ä                                  | [hærː] gospod                   |
| g    | [j]              | pred črkami e, i, y, ä in ö in za l in r kot slovenski j | gäst [jɛst] gost, älg [ɛlj] los |
| g    | [g]              | sicer kot slovenski g                                    | [guːd] dober                    |
| k    | [ɕ]              | pred e, i, y, ä in ö podobno kot slovenski h             | kyrka [ˈɕyrˌka] cerkev          |
| k    | [k]              | sicer kot slovenski k                                    | [kuːn] stožec                   |
| o    | [ɔ]              | kratek o                                                 | [mɔlː] mol (glasba)             |
| o    | [ʊ]              | kratek u                                                 | [bʊt] navajen                   |
| o    | [uː]             | dolg u                                                   | [fuːt] noga                     |
| o    | [oː]             | dolg o                                                   | son [soːn] sin                  |
| r    | [r]              | podobno kor naš r                                        | [ruːv] rop                      |
| s    | [s]              | kratek s                                                 | [suːt] saje                     |
| u    | [ɵ]              | zaprti o                                                 | [fɵl] poln                      |
| u    | [ʉː]             | med u-jem in i-jem                                       | [fʉːl] grd                      |
| v    | [v]              | podobno kot slovenski v                                  | [voːt] moker                    |
| y    | [ʏ]              | podobno kot nemški ü                                     | [sʏll] prag                     |
| y    | [yː]             | podobno kot nemški ü                                     | [syːl] šilo                     |
| å    | [ɔ]              | kratek o                                                 | [lɔŋː] dolg                     |
| å    | [oː]             | dolg o                                                   | [moːl] cilj                     |
| ä    | [ɛ]              | kratek e                                                 | [hɛlː] plošča                   |
| ä    | [ɛː]             | dolg odprt e                                             | [hɛːl] peta                     |
| ä    | [æ]              | pred r-jem kot odprt širok e                             | [äʈ] grah                       |
| ä    | [æː]             | pred r-jem kot odprt dolg e                              | [hæːr] tu                       |
| ö    | [œ]              | podobno kot kratek nemški ö                              | [nœtː] obrabljen                |
| ö    | [øː]             | podobno kot dolg nemški ö                                | [nøːt] oreh                     |
| ö    | [œː]             | pred r-jem kot dolg odprt ö                              | [ˈœːˌra] uho                    |